# Lazeh
Lazeh (persiska: لزه, لذه) är en ort i Iran.   Den ligger i provinsen Khuzestan, i den centrala delen av landet, 500 km söder om huvudstaden Teheran. Lazeh ligger 18 meter över havet och antalet invånare är 186.
Terrängen runt Lazeh är mycket platt. Runt Lazeh är det ganska tätbefolkat, med 144 invånare per kvadratkilometer. Närmaste större samhälle är Ahvaz, 8,2 km väster om Lazeh. Trakten runt Lazeh är ofruktbar med lite eller ingen växtlighet.